# مولاتو

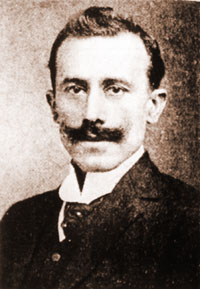
عبد الله عبد الرحمن، سياسي وطبيب جنوب أفريقي، وأول شخص «ملون» يصل لمنصب مستشار في كيب تاون.

مولاتو أو الخلاسي أو المُوَلّد تمييز الأجناس والأعراق، كان يتم تصنيف الإنسان في أوروبا بين أبيض وهندي وأسود، وما اختلط بينهما: مولاتو (المولدين)، وزامبو ومستيزو بحكم خصائص الوجه واللون. والمولاتو هو نتاج اختلاط «الأبيض» مع «الأسود». وتأثيل كلمة مولاتو (بالإسبانية: Mulato) يعود، حسب الأكاديمية الملكية الإسبانية، إلى «مولو» «mulo» «بغل»، والذي هو نتاج خليط بين حصان/فرس وحمار/حِمارة، وبسبب العنصرية والمكانة الدُّونيّة للعبيد، يقارن الحمار بالشخص الأسود والحصان بالشخص الأبيض. وهناك تفسير آخر ينص على أن المصطلح له أصل عربي: مولدون.
حاليا يمكن العثور على هذا الأصل المزدوج في المناطق الحدود الشمالية للصحراء الكبرى، والولايات المتحدة، ومعظم دول أمريكا اللاتينية، مثل بورتوريكو وكوبا وجمهورية الدومينيكان والبرازيل وفنزويلا وبنما، ويشكل المولاتوس الغالبية العظمى من سكان الرأس الأخضر. ومن أشهر المولاتوس المعاصرين الرئيس الأمريكيين باراك أوباما، وقرر منذ صغره تجنب الإشارة إلى لون والدته البيضاء «حتى لا يعتقد شخص بأني أود لو كنت أبيض»، ويضيف حول أصله «المزدوج»: «قلبي مضطرب، وروحي منقسمة، ودمي مختلط، أنا المولاتو المعذب».
ومع ذلك، فهو مصطلح عفا عليه الزمن، لأنه يستلزم وجود ضمنا ناس بعرق أبيض صافي أو سود ذوي عرق صافي، ومولاتو نتيجة لمزيج من الاثنين معا. علماء الوراثة والمؤرخين المعاصرين لا يقبلون بهذا التنصيف ولا يؤمنون بوجود «عرق صافي»، فسكان الأرض كلهم نتيجة امتزاجات متتالية ومتنوعة.

## أصل الكلمة
اشتُّق المصطلح الإنكليزي مولاتو من الكلمة الإسبانية والبرتغالية بولاتو لكن أصل هذه الكلمة غير مؤكد، على الرغم من أنها قد تكون مُشتقة من الكلمة البرتغالية مولا (من اللاتينية مولوس)، بمعنى البغل، وهو النسل الهجين من تزاوج الحصان والحمار. تتبع الأكاديمية الملكية الإسبانية أصل الكلمة إلى كلمة مولو التي تعني التهجين؛ تُستخدم هذه الكلمة في الأصل للإشارة إلى أي شخص من الميستيثو (المُزج: مجموعة عرقية).
يقترح جاك دي فوربس أن أصل الكلمة مُشتق من الكلمة العربية مولدون (الأندلس) والتي تعني «الشخص الذي له أصول مختلطة». تعني الكلمة بشكل حرفي «المولود، المخلوق، المُحدث» مع الإشارة إلى أن يكون الشخص قد وُلِد أو ترعرع بين العرب لكنه ليس ذا أصل عربي. تُشتق كلمة مولدون من الجذر السامي لكلمة ولد (بالعربية: وَلَد: كتابةً: واو – لام - دال) ومن الممكن أن يختلف لفظها بين اللهجات العربية. تعني كلمة ولد: «الذُّرية، النجل، السليل، الطفل، الابن، الصبي».
في الأندلس، تُشير كلمة مولدون إلى النسل من غير العرب/ المسلمين الذين اعتنقوا الدين الإسلامي وتبنّوا الأخلاق الإسلامية. وعلى وجه التحديد، كان هذا المصطلح يُطَّبق تاريخيًا على أحفاد السكان الأصليين المسيحيين الإيبيريين الذين تبنوا الثقافة والدين الإسلاميين بعد أجيال من اختلاطهم بهم والعيش معهم. ومن بين الأمثلة البارزة لهذه الفئة العالم الإسلامي الشهير ابن حزم الأندلسي. وفقًا لمعجم لسان العرب، أحد أقدم المعاجم العربية (في القرن الثالث عشر الميلادي)، استُخدم المصطلح للإشارة إلى أطفال العبيد غير المسلمين (غالبًا المسيحيين)، أو الأطفال غير المسلمين الذين أُسروا في الحرب ثم ربّاهم المسلمون ليتبعوا دينهم وثقافتهم. وهكذا، فإن لمصطلح «مولدون» في هذا السياق معنى قريب من «المُتبنّى». ووفقًا للمصدر ذاته، فإن المصطلح لا يُشير إلى الشخص المولود من جنس مختلط بل إلى الشخص الذي يحمل دمًا أجنبيًا وثقافته محلية.
باللغة الإنجليزية، يعود تاريخ استخدام مصطلح مولاتو إلى القرن السادس عشر. وقد استُخدم هذا المصطلح لأول مرة في عام 1595 في كتاب مغامرات دريك في سياق العلاقات الحميمة التي ينتج عنها أطفال ثنائيو العرق. وقد عرَّف قاموس أوكسفورد الإنجليزي هذا المصطلح بأنه «الشخص الذي يكون أحد والديه أوروبيًا والآخر من السُّود». وقد حدّد هذا الاستخدام الأشخاص السُّود» و«البيض» كصنفين منفصلين، والمولاتو كصنف ثالث.
وفقًا لعالم اللغويات خوليو إزغيردو لابرادو من القرن التاسع عشر، فضلًا عن بعض المصادر العربية الأخرى، فإن مصطلح مولدون هو الأصل اللغوي لكلمة مولاتو. تشير هذه المصادر إلى أن كلمة مولاتو من الممكن أن تكون مُشتقة مباشرة من كلمة مولدون، وهو مصطلح استُخدم للإشارة إلى الأشخاص المسيحيين الإيبيريين الذين اعتنقوا الإسلام أثناء الحكم المغربي لإيبيريا في العصور الوسطى.
تُلقي الأكاديمية الملكية الإسبانية الحقيقية بظلال الشك على نظرية مصطلح مولدون. إذ تقترح أن «مصطلح مولاتا موثق ضمن البيانات الدياشرونية في عام 1472 واستُخدم في الإشارة إلى البغال الحيوانية من العصور الوسطى، في حين أن مصطلح مولَد (من مولدون) لم يظهر حتى القرن الثامن عشر، وفقا لخوان كوروميناس».

## أفريقيا
من بين سكان ساو تومي وبرينسيبي البالغ عددهم 413 193 نسمة، يُصنَّف الجزء الأكبر منهم بأنهم من الميستيثو (المُزج)، أو العرق المختلط. يُصنَّف حوالي 71% من سكان الرأس الأخضر أيضًا على هذا النحو. تنحدر الغالبية العظمى من السكان الحاليين من التمازج بين البرتغاليين، الذين استقروا على الجزر منذ القرن الخامس عشر فصاعدًا، والأفارقة السُّود القادمين من البرّ الرئيسي الأفريقي للعمل هناك كعبيد. في السنوات الأولى، بدأ الميستيثو يشكلون طبقة ثالثة بين المستعمرين البرتغاليين والعبيد الأفارقة إذ كانوا يتحدثون بكلتا اللغتين وكثيراً ما كانوا يعملون بمثابة مترجمين شفويين بين السكان.
في أنغولا والموزمبيق، تُشكل جماعات الميستيثو أقليات صغرى ولكنها ما تزال هامة؛ إذ يُشكلون حوالي 2 في المائة في أنغولا و 0.2 في المائة في موزمبيق.
لا يُعدّ مصطلح المولاتو أو المولدون شائعًا في جنوب أفريقيا للإشارة إلى الأشخاص من ذوي الأصول المختلطة. إن استمرار بعض المؤلفين في استخدام هذا المصطلح، وهو مفارقة تاريخية، يعكس وجهات النظر اللاواقعية القديمة للعِرق كظاهرة بيولوجية بحكم الواقع، ذلك أن «مزجه» مع أعراق أخرى يضع أسبابًا مشروعة لخلق «عِرق جديد». وهذا لا يتناسب مع التنوع الثقافي واللغوي والعِرقي و/أو الاختلافات بين المناطق وبين السكان من ذوي الأصول المختلطة على الصعيد العالمي.
في ناميبيا، تنحدر مجموعة عِرقية تُعرف باسم باستر، من تمازج تاريخي بين رجال مستعمرة كيب الهولندية والنساء الأفريقيات من السكان الأصليين. يُشتق اسم باستر من الكلمة الهولندية «باسترد» (ولد غير شرعي). في حين يعتبر بعض الناس هذا المصطلح مُهينًا لكن يستخدم أفراد جماعة الباستر هذا المصطلح بفخر كدليل على تاريخهم وأصولهم. في أوائل القرن الحادي والعشرين، كان عددهم يتراوح بين 000 20 و 000 30 شخص، مع العلم بوجود عدّة أشخاص آخرين من ذوي العِرق المختلط في البلاد.

## قبائل وعشائر أفريقية أوروبية
- الأكو  أو الكريلو
- الليبيريين الأمريكيين أو شعب الكونغو
- الأماروس أو الأغوداس
- شعب فيرناندينو
- شعب الأفارقة الأوربيين على الساحل الذهبي
- شعب السارو
- عشيرة هوبرس
- عشيرة التاكرز
- عشيرة كواكرز
- عشيرة روجرز
- عشيرة كليفلاند
- شعب الكريو